# TEPPAN
『TEPPAN』（テッパン）は、2020年10月28日にベリーグッドマンのメジャー5thアルバムとしてTEPPAN MUSICより発売された通算8枚目のオリジナル・アルバム。[限定盤]と[通常盤]の2種類発売。品番は[限定盤]CRCP-40611、[通常盤]CRCP-40612。

## 概要
- 2020年8月にグループ自身で設立した新レーベル「TEPPAN MUSIC」より初のオリジナルアルバムとしてリリース[1]。
- 新レーベルとなったことで1stアルバムから続く『SING SING SING』シリーズではなく、レーベル名と同じく鉄板焼きの「鉄板」や、間違いのない物を意味する「鉄板」に由来してアルバムタイトルをつけた[1]。
- ジャケットはタイトルにちなんで鉄板がモチーフのデザインとなっている[2]。
- 限定版には『ベリーグッドマンへの道ツアー2019 〜ダンディ編〜』のBillboard Live OSAKAにて撮影したバンド編成でのライブ映像を収録したDVD付き[1]。
- オリコンチャートは最高順位14位、登場回数3週を獲得[3]。
- 収録されているデジタルシングル3曲は全てタイアップを獲っているほか、新曲2曲もタイアップ獲得。
- 2020年11月7日･8日に大阪府舞洲スポーツアイランド空の広場で『"TEPPAN"発売＆結成7周年記念 超好感祭2020 〜ドライビングパーティー編〜』を開催した。

## 収録曲
| #         | タイトル                      | 作詞             | 作曲             | 編曲          | 時間  |
| --------- | ----------------------------- | ---------------- | ---------------- | ------------- | ----- |
| 1.        | 「Intro 〜TEPPAN〜」          |                  |                  |               | 1:04  |
| 2.        | 「Good Vibes」                | ベリーグッドマン | ベリーグッドマン | Wood Cherry   | 3:01  |
| 3.        | 「Dreamer」                   | ベリーグッドマン | ベリーグッドマン | HiDEX         | 4:30  |
| 4.        | 「アイカタ」                  | ベリーグッドマン | ベリーグッドマン | HiDEX         | 3:52  |
| 5.        | 「Answer」                    | ベリーグッドマン | ベリーグッドマン | HiDEX         | 3:46  |
| 6.        | 「ダイヤモンド」              | ベリーグッドマン | ベリーグッドマン | GOUYA IWANARI | 4:08  |
| 7.        | 「おとん〜yat〜」             | ベリーグッドマン | ベリーグッドマン | HiDEX         | 4:08  |
| 8.        | 「Power」                     | ベリーグッドマン | ベリーグッドマン | HiDEX         | 3:21  |
| 9.        | 「No Live, No Life」          | ベリーグッドマン | ベリーグッドマン | HiDEX         | 3:17  |
| 10.       | 「STAY GOOD」                 | ベリーグッドマン | ベリーグッドマン | HiDEX         | 3:47  |
| 11.       | 「Chill Out」                 | ベリーグッドマン | ベリーグッドマン | Wood Cherry   | 2:36  |
| 12.       | 「#みんなと作った卒業ソング」 | ベリーグッドマン | ベリーグッドマン | HiDEX         | 3:40  |
| 合計時間: | 合計時間:                     | 合計時間:        | 合計時間:        | 合計時間:     | 41:10 |

限定版B
| ベリーグッドマンへの道ツアー2019 〜ダンディ編〜 @Billboard Live OSAKA |                    |      |            |
| #                                                                     | タイトル           | 作詞 | 作曲・編曲 |
| 1.                                                                    | 「Get Start」      |      |            |
| 2.                                                                    | 「エキスパンダー」 |      |            |
| 3.                                                                    | 「ライオン」       |      |            |
| 4.                                                                    | 「in what rain」   |      |            |
| 5.                                                                    | 「ウグイス」       |      |            |

## ライナーノーツ
- 「Intro 〜TEPPAN〜」はRoverが落語家風に語っている。
- 「Dreamer」のコーラスに同所属事務所のOverToneとHAND DRIPがゲスト参加している。
- 「アイカタ」はアルバム発売前に先行デジタル配信リリースと同時にミュージックビデオが公開された。このMVには10年来の親交があるミルクボーイが友情出演している[4][5]。またHAND DRIPの堀次一輝がギターを演奏。
- 「おとん〜yat〜」ではHiDEXがピアノとギターを演奏している。
- 「STAY GOOD」ではHiDEXがピアノ、Roverがギターを演奏している。
- 「Chill Out」はWood Cherryのトラックだが、彼以外にも親交のあるTOCCHIや変態紳士クラブのGeG、ISSEIなどのトラックメイカーが歌詞に登場している。

## タイアップ
| Dreamer                   | 朝日放送テレビ・朝日放送ラジオ『2020年甲子園高校野球交流試合』中継・関連番組パワーソング               |
| Dreamer                   | 高円宮賜杯 第40回全日本学童軟式野球大会 マクドナルド･トーナメント球児応援曲                            |
| Dreamer                   | 三重テレビ「Mieライブ」2020年9月度エンディングテーマ曲                                                 |
| アイカタ                  | 日本テレビ系『バズリズム02』2020年10月度エンディングテーマ                                             |
| アイカタ                  | MBSテレビ『MM-TV』2020年10月度エンディングテーマ                                                       |
| アイカタ                  | NIB長崎テレビ『Catch Up!』10月後期エンディング                                                         |
| アイカタ                  | 2020年10月度全国ラジオ局パワープレイ（全12局）(詳細は公式HP参照)                                       |
| Answer                    | 毎日放送（MBSテレビ・MBSラジオ）『MBSベースボールパーク』及び関連番組のテーマソング（2020年 - 2023年） |
| Answer                    | MBSテレビ『MM-TV』2020年4月度エンディングテーマ                                                        |
| Answer                    | 鹿児島読売テレビ「amp」2020年7月度エンディングテーマ                                                   |
| Power                     | 「eBASEBALL プロリーグ」2020シーズン公式テーマソング                                                   |
| #みんなと作った卒業ソング | MBSテレビ『MM-TV』2020年5月度エンディングテーマ                                                        |